# Schizomitrium plicatulum
Schizomitrium plicatulum là một loài Rêu trong họ Hookeriaceae. Loài này được (Thér.) S.P. Churchill mô tả khoa học đầu tiên năm 1988.